# الطريق السريع للبلدان الأمريكية

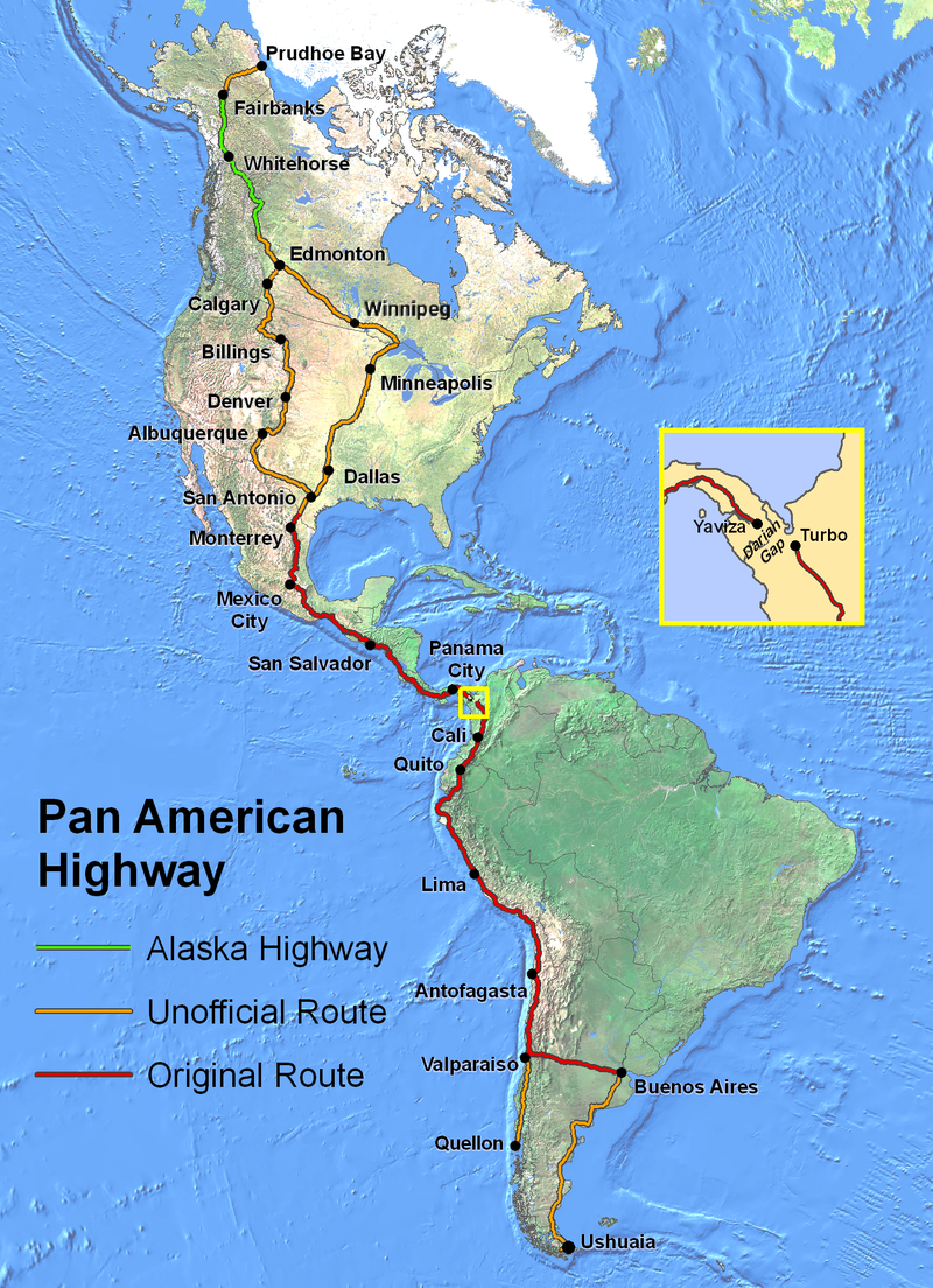
الطريق السريع للبلدان الأمريكية

الطريق السريع للبلدان الأمريكية هو عبارة عن شبكة من الطرق تمتد عبر القارات الأمريكية وتبلغ مساحتها حوالي 30000 كيلومتر (19000 ميل) في الطول الإجمالي.

## نبذة
يمر الطريق السريع عبر العديد من المناخات المتنوعة والأنواع البيئية، بدءًا من الأدغال الكثيفة إلى الصحاري القاحلة. بعض المناطق يمكن عبورها بالكامل فقط خلال موسم الجفاف، وفي العديد من المناطق تكون القيادة في بعض الأحيان محفوفة بالمخاطر. يمتد من الناحية الواقعية من خليج برودهو بألاسكا في أمريكا الشمالية إلى أمريكا الجنوبية.